# لو بلان
لو بلان هي بلدة فرنسية تقع في إقليم أندر ومنطقة سانتر-فال دو لوار وسط فرنسا. 

## الجغرافيا
لو بلان هي المدينة الرئيسية في منتزه برين الطبيعي الإقليمي، على ضفاف نهر كروز.